# Ōshikōchi no Mitsune
Ōshikōchi no Mitsune (凡河内 躬恒; fl. X secolo) è stato un poeta giapponese.

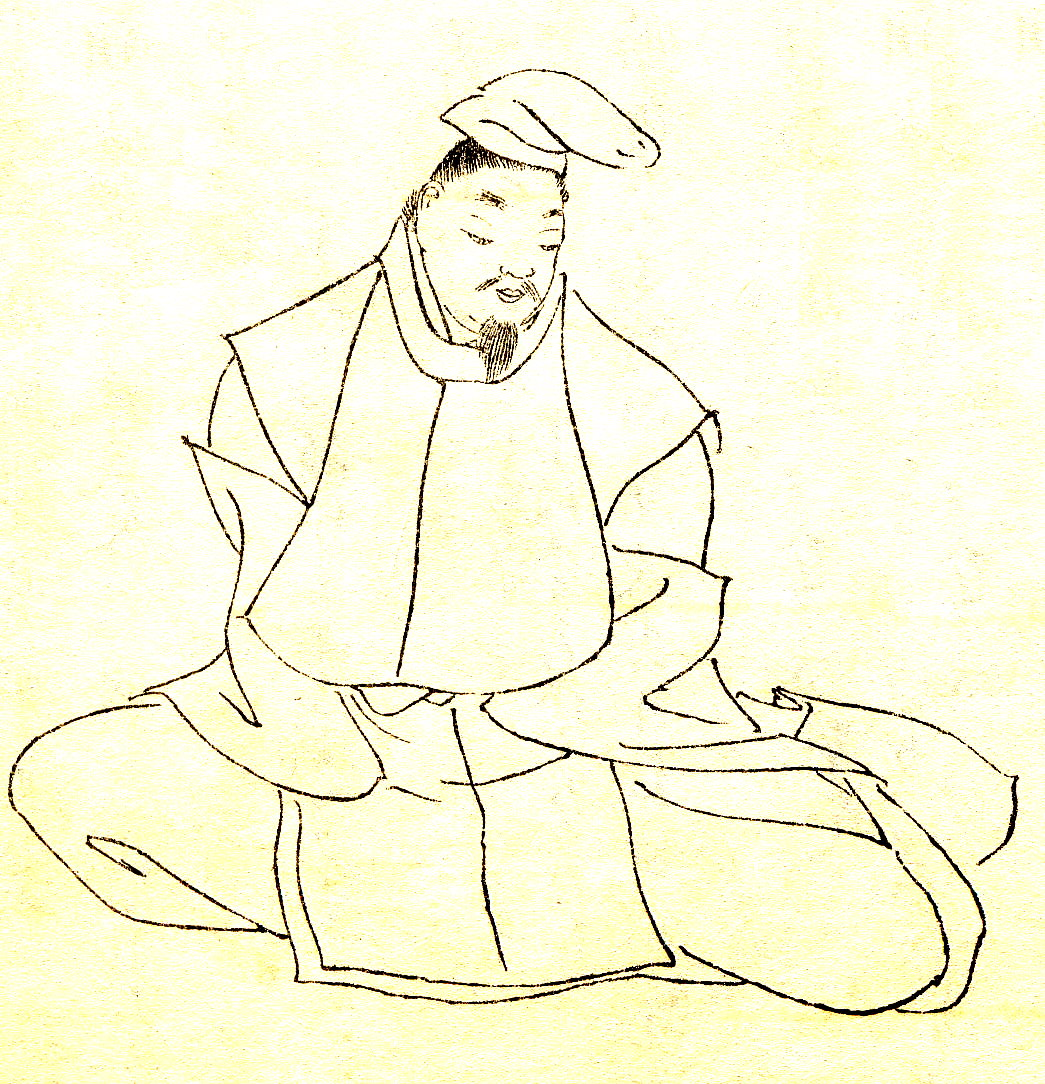
Ohshikohchi Mitsune di Kikuchi Yōsai

È stato uno dei primi amministratori Heian e poeta waka della corte giapponese (859–925) e membro dei Trentasei immortali della poesia. Fu inviato come governatore delle province di Kai, Izumi e Awaji e al suo ritorno a Kyoto gli fu chiesto di partecipare alla compilazione del Kokin Wakashū. Era un maestro degli abbinamenti poetici e le sue poesie per accompagnare le immagini sui paraventi erano ampiamente ammirate per la loro qualità. La sua influenza all'epoca era commisurata a Ki no Tsurayuki, ha un numero insolitamente elevato di poesie (193) incluse nelle raccolte di poesie ufficiali.
Oggi è noto a molti giapponesi perché una delle sue poesie è stata inclusa nella famosa antologia Hyakunin Isshu.